# Dero Goi
Dero Goi, nome artístico de Stephan Musiol (Wolfsburg, 16 de abril de 1970) é um músico alemão, mais conhecido por ser ex-baterista e ex-vocalista das bandas Oomph! e Die Kreatur.

## Carreira
Stephan Musiol, apelidado de Dero Goi, nasceu e cresceu em Wolfsburg, região alemã da Baixa Saxônia. Ele vivia na mesma área de seu companheiro de banda Crap e ambos começaram a tocar na escola. Dero e Crap conheceram Flux em um festival. Descobriram que gostavam do mesmo tipo de música e resolveram inicar uma banda, que deveria combinar rock com a cena eletro. Assim nascia o Oomph!. Em sua primeira turnê eram apenas os três, e tocavam as músicas em playback, exceto Dero, o vocalista. Depois de um tempo encontraram Christian Leonhardt que assumiu a bateria, e Tobi, o primeiro baixista.
Dero foi introduzido na música por seu pai, que era cantor e guitarrista. Dero era "forçado" a cantar músicas de Elvis Presley com seu pai.

## Vida pessoal
Estudou psicologia, porém não terminou a faculdade para que pudesse se dedicar à banda. Ele vive com sua esposa em uma casa no país, tem dois filhos. Sua esposa treina cavalos e os dois estão juntos há 15 anos.

## Aparência
Goi tem cabelo castanho escuro, olhos castanhos, e é de estatura mediana. Ele tem dois piercings faciais visíveis; um piercing no nariz e um labret. Ele também tem tatuagem em ambos os braços que fluem em seu peito. Em 1995, ele ostentava uma cabeça raspada, com duas faixas de cabelo para baixo no meio. Quando seu cabelo cresceu a um comprimento mais justo em 1999 ele começou a trazê-lo em uma forma spiking e, em 2004, ele começou a usar lápis de olho em uma base regular. No novo álbum, "Des Wahnsinns Fette Beute" Dero tem cabelo liso com um novo toque. Como resultado de serem vistos em seu vídeo da música "Zwei Schritte Vor", Dero não tem mais cabelo espetado.

## Influências
Dero apontou diversos artistas e bandas que ouvia durante entrevista ao website Deutschmusikland. Entre eles Frank Sinatra, Tool, Elvis Presley, Korn e Nine Inch Nails. Outras bandas que o influenciaram foram The Cure, Killing Joke, AC/DC, Motörhead, Depeche Mode, The Beatles e ABBA.